# Babanovci
Babanovci (szerbül: Бабановци), település Bosznia-Hercegovinában, a Bosanska Krajina és a Bosanska Posavina közötti átmeneti területen, Prnjavor község területén, a Szerb Köztársaságban. 

## Fekvése
Bosznia-Hercegovina északi részén, Banja Lukától légvonalban 40, közúton 65 km-re kelet-északkeletre, községközpontjától légvonalban 2, közúton 4 km-re keletre, a Grabinac és Radulovac-patakok és a Vijaka-folyó között fekvő dombvidéken, 140-200 méteres tengerszint feletti magasságban fekszik. 

## Népessége
| Nemzetiségi csoport | Népesség 1991 | Népesség 2013 |
| ------------------- | ------------- | ------------- |
| Szerb               | 1             | 61            |
| Bosnyák             | 339           | 92            |
| Horvát              | 30            | 8             |
| Jugoszláv           | 25            | 0             |
| Egyéb               | 3             | 29            |
| Összesen            | 398           | 190           |

## Története
A település 1878-ig tartozott az Oszmán Birodalomhoz, ekkor a berlini kongresszus határozata alapján az Osztrák-Magyar Monarchia része lett. 1879-ben az első osztrák-magyar népszámlálás során a Prnjavori járáshoz tartozó akkori Babanovci településnek 12 háztartása, 57 muszlim és 6 ortodox lakosa volt. 1882-től az osztrák uralom alá került területekről számos olasz és ukrán család települt be ide. Ami az olaszokat illeti, két vélemény uralkodik az e régiókba való bevándorlás okairól. Az egyik szerint földcsuszamlások és esőzések Valšugame térségében a lakosság életét veszélyeztették, migrációt okozva. Egy másik szerint a selyemhernyó egy ördögi betegséget kezdett terjeszteni, ami arra kényszerítette őket, hogy új életterületet keressenek. Amikor megtudták, hogy Ausztria-Magyarország földet ajánl Boszniában, az akkor Ausztria-Magyarország alá tartozó tiroli régióból olaszok özönlöttek be. Galícia ugyancsak Ausztria fennhatósága alá tartozott, onnan görög katolikus ukránok (ruszinok) vándoroltak be Bosznia-Hercegovinába. Bár termőföldet ígértek nekik, a korábban beköltözött lakosok által elfoglalt termőföld híján az ukránok többnyire megművelhetetlen területekre települtek. 1910-ben a Prnjavori járáshoz tartozó Babanovci Ciganski településen 35 háztartást, 134 muszlim és 6 római katolikus lakost, Babanovci Muslimanski településen 69 háztartást, 25 ortodox, 67 muszlim, 85 római katolikus és 171 görög katolikus lakost találtak. A monarchia szétesésével 1918-ban előbb a Szerb-Horvát-Szlovén Királyság, majd 1929-től a Jugoszláv Királyság része. 1921-ben Babanovci Muslimanski településnek 72 háztartása és 361, Babanovci Ciganski településenek 29 háztartása és 129 lakosa volt. Az 1929-es törvény értelmében, amikor Bosznia-Hercegovinát négy banovinára, Drinskára, Vrbaskára, Zetskára és Primorskára osztották, a település a Vrbaska banovina része lett, amelynek székhelye Banja Luka volt Jugoszlávia megszállása után a Független Horvát Állam (NDH) része lett. A második világháború után a település a szocialista Jugoszláviához tartozott. A második világháború után a település a szocialista Jugoszláviához tartozott. A háború után az ukránok nagy része a Vajdaság és Szlavónia nagyobb településeire költözött. A daytoni békeszerződést követő területfelosztásnál a település Prnjavor község részeként a Szerb Köztársaság területéhez került.

## Nevezetességei
- A ma is muszlim többségű település dzsámiját 2007-ben nyitották meg.[7]